# Digg
Digg – serwis internetowy tworzony przez swoich użytkowników, a zajmujący się gromadzeniem i ocenianiem linków do potencjalnie interesujących treści w Internecie. Serwis Digg bywa przedstawiany jako sztandarowy przykład serwisu z nurtu Web 2.0.
Wiadomości, nowości czy linki do ciekawych stron lub blogów są dodawane przez zarejestrowanych użytkowników. Każdy taki wpis podlega ocenie innych użytkowników, którzy mają możliwość głosować na niego, w ten sposób „awansując” go w punktacji setek innych wiadomości. Za pomocą systemu punktacji najlepsze wpisy ukazują się na stronie głównej serwisu. Ten model funkcjonowania serwisu różni się
od hierarchicznego systemu redakcyjnego podobnego popularnego serwisu z wiadomościami z tej tematyki
Slashdot.

## Historia Digg
- 7 grudnia 2004 – uruchomienie serwisu Digg
- lipiec 2005 – wprowadzenie nowej wersji serwisu (Digg 2.0) wraz z nowym projektem graficznym
- październik 2005 – Digg uzyskuje dofinansowanie w wysokości 2,8 mln dolarów dla rozwoju przedsięwzięcia
- listopad 2005 – liczba zarejestrowanych użytkowników Digg przekracza 100 tys.
- grudzień 2005 – wprowadzenie kolejnych zmian w oprogramowaniu i nawigacji serwisu
- luty 2006 – według Alexa Digg wchodzi do 500 najczęściej odwiedzanych serwisów w Internecie
- marzec 2006 – wprowadzony nowy system wstawiania komentarzy
- marzec 2006 – liczba zarejestrowanych użytkowników Digg przekracza 200 tys.
- kwiecień 2006 – według Alexa Digg prześciga serwis Slashdot i wchodzi do 100 najpopularniejszych serwisów w sieci
- czerwiec 2006 – Kevin Rose i Jay Adelson podają, że w maju 2006 serwis Digg odwiedziło 8,5 mln użytkowników, a ilość zgłaszanych newsów przekracza 3 tys. dziennie
- 26 czerwca 2006 – w okresie 12:14 – 13:05 UTC serwis nieczynny z powodu uaktualnienia oprogramowania do wersji 3.0
- 25 lipca 2006 – uruchomienie Digg Labs
- sierpień 2006 – liczba zarejestrowanych użytkowników Digg przekracza 500 tys.
- wrzesień 2006 – uruchomienie Digg Tools
- 6 grudnia 2006 – przekroczenie 1 mln zgłoszonych newsów
- 18 grudnia 2006 – nowa wersja oprogramowania (Digg 4.0) i wprowadzenie nowych działów i kategorii
- 19 kwietnia 2007 – uruchomienie API Digg

## Polskie odpowiedniki
Popularność Digg spowodowała powstawanie licznych stron działających na tej samej zasadzie. Również w Polsce powstało kilka takich serwisów. Najpopularniejszym jest Wykop.pl.